# Kowloon Walled City
Kowloon Walled City egy sűrűn lakott és nagyrészt kormányozatlan enklávé volt Kínában a Brit Hongkong állambeli Kowloon City határain belül.
A császári kínai katonai erődként épült város de jure enklávé lett, miután az új területeket 1898-ban bérbe adták az Egyesült Királyságnak. Népessége drámaian megnőtt Hongkong japán megszállásának a második világháború alatti befejezése után.
Az 1980-as évek végén a fallal körülvett város 2,6 hektáros területén nagyjából 35 000 lakos élt. A város irányítása nagyrészt nem működött, ezért a város polgárainak és vállalkozásainak nem volt betartandó építési szabályzata. Az egyébként tiltott termékekkel, például kutyahússal foglalkozó vállalkozások virágoztak. Az 1950-es évektől az 1970-es évekig helyi triádok irányították, és magas volt a prostitúció, a szerencsejáték és a kábítószerrel való visszaélés aránya.
1987 januárjában a hongkongi kormány bejelentette a fallal körülvett város lerombolásának tervét. Egy fáradságos kilakoltatási folyamat és az enklávé de jure szuverenitásának Kínáról Nagy-Britanniára való átruházása után a bontás 1993 márciusában kezdődött, és 1994 áprilisában fejeződött be.
A Kowloon Walled City Park 1995 decemberében nyílt meg, és az egykori fallal körülvett város területét foglalja el. A fallal körülvett város néhány történelmi műtárgyát, köztük a yamen épületét és a déli kapu maradványait őrizték meg.